# Börzsöny (település)
Börzsöny (németül: Bersing) egykor önálló község, 1928 óta Bonyhád városrésze.

## Fekvése
A város központjától mintegy 2,8 kilométerre délkeletre található. Hozzá tartozik még Alsóbörzsöny is, melynek távolsága a központtól meghaladja a 4 kilométert is.

### Megközelítése
Börzsönynek és Alsóbörzsönynek is az 5603-as út a főutcája, amely Bátaszék térségétől húzódik Bonyhádig. Az ország távolabbi részei felől a legfontosabb megközelítési útvonala a 6-os főút.

## Sport
Börzsönynek egy 600 fős befogadóképességű labdarúgópályája van, ennek nagy része állóhely. A 100 méter hosszú és 60 méter széles pályát természetes fű borítja. Világítás nincs. Labdarúgócsapata a Bonyhád-Börzsöny SE.